# Novéant-sur-Moselle
Novéant-sur-Moselle là một xã trong vùng Grand Est, thuộc tỉnh Moselle, quận Metz-Campagne, tổng Ars-sur-Moselle. Tọa độ địa lý của xã là 49° 01' vĩ độ bắc, 06° 02' kinh độ đông. Novéant-sur-Moselle nằm trên độ cao trung bình là 176 mét trên mực nước biển, có điểm thấp nhất là 168 mét và điểm cao nhất là 371 mét. Xã có diện tích 12,89 km², dân số vào thời điểm 2005 là 1946 người; mật độ dân số là 150,9 người/km².

## Thông tin nhân khẩu
| 1962  | 1968  | 1975  | 1982  | 1990  | 1999  |
| ----- | ----- | ----- | ----- | ----- | ----- |
| 1 416 | 1 580 | 1 809 | 1 752 | 1 781 | 1 823 |